# Alfter
Alfter – miejscowość i gmina w Niemczech, w kraju związkowym Nadrenia Północna-Westfalia, w rejencji Kolonia, w powiecie Rhein-Sieg. W 2010 roku liczyła 22 820 mieszkańców.
Jedną z dzielnic gminy jest Witterschlick.

## Współpraca
Miejscowości partnerskie:
- Beelitz, Brandenburgia
- Châteauneuf-sur-Charente, Francja